# Логатець (община)
Община Логатець (словен. Občina Logatec) — одна з общин в центральній Словенії. Адміністративним центром є місто Логатець. Деревна, картонна та інші галузі промисловості та послуг є рушійною силою розвитку общини.

## Населення
У 2011 році в общині проживало 13291 осіб, 6706 чоловіків і 6585 жінок. Чисельність економічно активного населення (за місцем проживання), 5903 осіб. Середня щомісячна чиста заробітна плата одного працівника (EUR), 930,81 (в середньому по Словенії 987.39). Приблизно кожен другий житель у громаді має автомобіль (51 автомобіль на 100 жителів). Середній вік жителів склав 38,6 роки (в середньому по Словенії 41.8). 